# 女子ソフトボールアフリカ選手権
女子ソフトボールアフリカ選手権（Women's Softball African Championship）は、WBSCアフリカが主催する女子ソフトボールの国際大会。

## 概要
本大会はワールドカップ（旧・世界選手権）のアフリカ予選を兼ねている。2018年大会では、優勝のボツワナと準優勝の南アフリカが第16回世界選手権の出場権を獲得した。2023年大会では、優勝の南アフリカと準優勝のボツワナが第17回ワールドカップの出場権を獲得した。

## 歴代結果

### メダル獲得国
| 回 | 開催年 | 開催地     | チーム数 | 優勝       | 準優勝     | 3位        | 備考     |
| -- | ------ | ---------- | -------- | ---------- | ---------- | ---------- | -------- |
| 1  | 2018   | プレトリア | 4        | ボツワナ   | 南アフリカ | ジンバブエ | [ 注 1 ] |
| 2  | 2023   | ハボローネ | 4        | 南アフリカ | ボツワナ   | ケニア     | [ 注 2 ] |